# Починок (Бологое)
Почино́к — микрорайон (бывшая деревня) города Бологое Бологовского района Тверской области.
Расположена в 8 километрах к югу от основной части города, на берегу озера Починок.
В Починке расположена церковь Ильи Пророка.

## История
В начале XX века деревня Починок входила в состав Медведевской волости Валдайского уезда Новгородской губернии. По данным на 1909 год, жители были заняты преимущественно земледелием.

## Население
По данным на 1909 год, в деревне насчитывалось 80 дворов и 148 жилых строений. Проживало 454 человека (225 мужчин и 229 женщин)..